# 12時の鐘とシンデレラ〜Halloween Wedding〜
『12時の鐘とシンデレラ〜Halloween Wedding〜』（じゅうにじのかねとシンデレラ）は、QuinRoseより2012年2月23日に発売されたPlayStation Portable用恋愛アドベンチャーゲームで、シンデレラ（灰かぶり姫）をモチーフとした『12時の鐘とシンデレラ〜Halloween Wedding〜』（じゅうにじのかねとシンデレラ　ハロウィンウエディング）3部作の1作目。

## 概要
“12時”の省略型で呼ばれている本作は、シリーズ通称“鐘シン”の1作目。主人公以外の家族は勿論、本作のキャラクターは後の作品―“24時（24時の鐘とシンデレラ〜Halloween Wedding〜）”と“0時（0時の鐘とシンデレラ〜Halloween Wedding〜）”に数多くサブキャラクターとして、或いはサブキャラクターから攻略キャラクターへと昇格して登場している。
2015年5月21日には『12時の鐘とシンデレラ　シンデレラシリーズ・トリプル全巻パック』のタイトルで、シリーズ3作を1本に纏めた愛蔵版がPlayStation Vitaにて発売された。

## あらすじ
人間とモンスターが共存する国―“ハロウィンワールド”。資産家貴族の1人娘―オデット＝スカーレットは実父―グラハム＝スカーレットの唐突な再婚で継母―ファティマ＝モーガンと義姉2人―エリーゼとロザリアを屋敷に迎え入れたが、程なくしてグラハムを突然の事故で亡くしてしまう。しかし葬儀の後、顧問弁護士から知らされたのはグラハムの死で、スカーレット家が多額の負債を負った現実であった。ファティマ達との絶縁前提で借金問題の解決を親族へ依頼した主人公だったが、なんとファティマ達は下町で共に借金を返済していこうという。ファティマ達の家族愛が本物であると知った主人公は、初めて皆と一致団結。家屋敷は全て返済に回し、女伊達らに4人一丸となっての下町貧乏生活を開始する。主人公が下町生活にも慣れ新しい出会いを育んでいた頃、王城では王子の花嫁探しの大舞踏会が企画されていた。ひょんなことから3姉妹宛の招待状を手に入れた主人公は、出席準備に奔走することになる。スカーレット家再興を頼める高位貴族を探す、その野望を胸に秘めて―――。

## 登場人物
オデット＝スカーレット（ODETTE=SCARLET）
本作の主人公。名前のみ変更可能。
資産家貴族―スカーレット家の令嬢。スカーレット家は地方貴族に過ぎなかったのを主人公の祖父が一代で有力貴族にまでのし上げたことから、王城近くに大邸宅を構える貿易業の成功者ではあるものの成金とやっかまれているのだが、オデット父娘はあまり気にしていない様子。そのため、見栄を張って無駄に豪遊することもなく、寧ろグラハム達の再婚までは早くに他界した実母―ルシアンナに変わって女主人として屋敷を切り盛りしており、客観的に物事を観るリアリストへと成長している。貴族の素養や礼法・社交界の処世術に長けている事で、矜持が高く警戒心も強く、グラハムの死までモーガン一家を完全に財産目当てと決めてて掛かっており、全く信用しなかった。
しかし、ファティマ達からの下町暮らしの提案で覚悟と愛情を知らされ、強い信頼と愛情を返すようになる。引っ越し後は最年少かつ就業経験がないことから、家内の全家事を担当。
目下の悩みは財政事情によって毎日豆スープなので、味付けのバリエーション。幼児期のある事件から人間関係には特に臆病で、刃物と誘拐にはトラウマを持つ。
ロングストレートの金髪の右サイドの一房だけ、臙脂色のリボンで纏めている。グラハム譲りの金髪と空色の瞳に、華奢な体。ピンクと白を基調としたドレスが常で、白いエプロンのポケットには沢山の掃除用ブラシ等を入れている。家事を始めてから手荒れが絶えないのが誇らしい反面、気になってもいる模様。

### 主なキャラクター
ロイ＝ディフェンタール（ROY=DIEFENTHAL）
声 - 岡本信彦
下町をお忍びで訪れる、この国の王子。金銭知識が皆無なまま市場をうろついて、食い逃げしかけたところを主人公に助けられる。良くいえば素直だが悪くいえば完全な箱入りで好奇心が強く、下町や主人公は気に入られ、そのまま色々と案内をする流れとなる。護衛も巻いて抜け出しているが、協力者である悪友の魔法により正体そのものを曖昧にしているので、身分柄つきものな誘拐や暗殺といった危険はあまりない。詮索する気を失せさせるという魔法の影響もあるが、貴族同士の打算的な付き合いになるのが嫌な主人公は、高位の貴族令息ではないかと予想しつつも、その出自を深く言及しないようにしている。
右サイドの髪がやや長く、いつも明らかに高位の貴族らしい高価な装飾品や特製の衣服―豪勢な真紅のコートを身に着け、ステッキを手にしている。3作目“0時”でもサブキャラクターとして登場。
ギルバート＝クロイス（GILBERT=CROIS）
声 - 子安武人
さる貴人の護衛剣士。しょっちゅうギルバートの側から抜け出しては下町で遊んでいるという、どこかの誰かを彷彿とさせる主人を探していて、主人公と出逢う。主人はすっかり下町を気に入っており、抜け出す頻度が増していることには常に苛ついている。本シリーズ唯一の喫煙家。
アンダーリムの眼鏡を掛け、しっかりした体つきの長身に精悍な容貌は真面目そのものだが目つきも口も愛想も悪く好戦的、隙あらば腰の大剣を抜いて力づくで問題を解決しようとする。弱肉強食が持論という過激な性格で、護衛職に就いているのも公然と剣が奮えるからであって、主人への忠誠心は薄い。率直過ぎて明け透けな物言いは誰に対しても遠慮がないが、剣の腕を始めとしたその強さは人間離れしている。深い色のかっちりしたロングコートも眼鏡も剣も上等なもので、仕えている主人の位の高さをうかがわせる。
グラス＝ウォーカー（GLASS=WALKER）
声 - 櫻井孝宏
下町に店を構える靴職人。しかし口調は乱暴、無断での試し履きはお断りという主義から、店に客は少ない。靴への拘りと愛情あふれる根っからの職人で、かつては貴族お抱えであった程の腕の持ち主だが、使い回しは恥という見栄のために一度しか履かれない靴を作るのに耐えられず、庶民相手に自ら靴の販売・製造を行うようになった経緯を持つ。自分の作った靴は、履き潰すまで使われる程気に入って貰えるのが理想であり、そんな靴作りのためなら寸暇は惜しまない仕事人間。ぶっきらぼうで作業に入ると周りが見えなくなるが、面倒見は良い。店を訪れてその靴に魅せられた主人公に好感を抱き、店番を任せてくれるようになる。
大きな作業用エプロンとナイフを常に身に着けており、休店日にだけ纏めて買い出しをするという、徹底した靴中心生活。
チャンス（CHANCE）
声 - 吉野裕行
貸馬車屋の御者。一見するとネアカで軟派な青年だがトカゲのモンスターで、普通のトカゲを眷属として操ったり、自ら変身するのも可能。自身で意匠を施した愛らしいカボチャデザインの馬車でいつも駆け回っている町中には、細かいところまで詳しい。モンスターという種族柄人間に嫌われ易いが本人はいたって人間に友好的で仲良くしたいと思っており、中流貴族育ちでモンスターをよく知らず屈託なく接してくれる主人公を、市場での出逢いを期に気に入って声を掛けて来るようになる。見た目やノリとは裏腹に真面目で堅実、好意を抱擁や真っ直ぐな言葉でぶつけてくるストレートな性格で人懐っこいので、主人公には大型犬が懐いたように思われている。しかし一般の人間にはどうしても敬遠されがちで、客は専らモンスター。
ロングストレートの金髪の襟足を後ろで一纏めにしており、緑を基調としたダボッとしたデザインの服の足元には短剣、腕にはダーツをいつも身に着けている。
シリウス＝ブラッドレイ（SIRIUS=BRADLAY）
声 - 高橋広樹
下町の一角に店を構えた魔法使い。店には結界によりごく限られた者しか客として迎えないが、主人公には気さくに声を掛けてくれ、無条件に手を差し伸べたいのだと言う。ピラピラした派手なケープと装飾された箒というこの国では浮いた格好をしているが、町中では誰にも気にされないよう魔法で操作している。長身の優男風で押しに弱いが、魔法使いらしくその微笑みには謎めいた雰囲気や陰があり、“24時”でもサブキャラクターとして登場。
実は主人公の亡母ルシアンナの旧知。グラハムの訃報を聞き付けて外国から帰還し、下町のアパートを訪ねるが案じていた主人公の顔を見た瞬間に抱きついてしまい、駆け付けたフェザーの怒りを買う。主人公に過保護で度々スカーレット家へお茶しに来るようになるが、猜疑心の強い主人公に慕わしさと好奇心を抱かせる、不思議な存在。昔赤ん坊だった主人公の面倒を見ていたこともあり、ルシアンナさえ遥かに年下らしいが実年齢は不明。
主人公の幼児期の事件についても知っているらしく、主人公には過剰なまでの心配と罪悪感を抱いている。
レイナルド（REYNALD）
声 - 草尾毅
路地裏で知り合った、謎の男性。炎を自在に操って見せたことで、主人公には手品師と思われている。長身に鋭い目つきで口は悪いが、主人公を面白がり、夕方に現れては時折世間話として胸のつかえや愚痴等を聞いてくれる。肩下まで伸びたロングヘアは鮮やかな橙色、紺のロングコートの所々にカボチャやコウモリの意匠がある。“0時”でのみ正規攻略キャラクターとなり、本作ではサブイベントのみ。
フェザー（FEATHER）
声 - 下野紘
白鳩のモンスター。主人公が引っ越した、お化け屋敷もどきな下町のアパート唯一の住人。人間が大好きで、人間に混じって生活したり仕事をしたいと思っているが、モンスターであることを理由にいわれなき差別や拒絶を受けており、傷つくことが多い。主人公以前のアパート入居者も何人かが、フェザーがモンスターであると知って退去して行った過去があり、主人公一家が拘りなく近所付き合いをしたことに感動。昼に1人になる主人公の元に、度々高級洋菓子を手土産に訪ねる女子会仲間になる。普通の鳩も眷属として使役することが可能で、どこにでも紛れ込ませられる事から情報収集も得意。アパートの自室にも何羽も住まわせている。その力を利用し、主人公の依頼である疑問について調査してくれる事になる。豆が大好物過ぎて話題に登っただけでも目の色を変えるが、自ら購入するのではなく人から報酬として貰う事を“鳩道”と称する信条としていて、豆関連で喜ぶと『喉がくるくるぽっぽ』してしまうらしい。
冒頭ではショートボブの髪をワンレングスにした、新緑色の瞳の貴婦人。水色を基調としたドレス姿や所作はいかにも上流階級の淑女でアパートに不似合いな程だが、太腿まで深く入ったスカートのスリットでその脚線美を惜しげなく晒しており、主人公達の目を剥かせた。しかし下品さは一切ないため、そういう商売の女性ではない、と主人公達は予想している。実は性別を固定していないので、気分次第で男性の姿を取ることも可能。白を基調としたシルクハットのスーツ姿はやや華美だが貴族風で、男性時は飴のようなステッキ、女性時は白い日傘を一振りすることで瞬時に姿を切り替える。いずれの姿でも、持ち物は明らかに高級品で仕立ての良いものばかり。“24時”でのみ正規攻略キャラクターとなり、本作ではサブイベントのみ。

### 家族
ファティマ＝スカーレット（FATIMA=SCALET） / 旧姓：モーガン
声 - 寺田はるひ
グラハムの再婚で、主人公の継母となる未亡人。元は下級貴族だったが前夫の死で没落してしまい、遺された2人の娘と下町暮らし。特技は料理と裁縫で、後者は仕事としてグレイシア夫人を始めとする上流階級の婦人・令嬢方に教えてもいる。しかしスカーレット家入りの甲斐もなく、また頼るあてのない未亡人に逆戻りしてしまう。どうせ財産目当てでグラハムの急死後はそれまでと思っていた主人公だったが、ファティマ達の本気と愛情を知らされ、下町生活に同行することになる。おっとりとして品のある女らしい人ではあるが、娘達への深い愛情と理解力、手抜きなく貴族の教養を仕込む芯の強さを持つ。だが見た目や特技に反して家事はあまり好きではないらしい、根っからの職業婦人。怒らせるととても怖い。
豊かな髪を捻り、黒いリボンで後部に一纏めにしており、茶のドレスに白いエプロン姿がデフォルト。
エリーゼ＝スカーレット（ELISE=SCALET） / 旧姓：モーガン
声 - 浅野真澄
主人公の上の義姉で、3姉妹の長女。“0時”の主人公。ファティマ譲りの瞳の色と垂れ目具合で、家族一おっとりぼんやりした性格、と見られがちだが一番冷静でドライ。なまじ観察力もある分、天然で毒を吐くことも。そのマイペースさで交渉事にも強く、市場の値切り交渉はお手のものという強かさを持つ。母同様に怒ると怖い。
実は義姉達には揃って婚約者が居るものの話は停滞しており、スカーレット家の窮状にも相手を頼るどころか、あまり話題にさえ上げたくない仲らしい。ファティマ同様に裁縫が得意で、スカーレット家入り前後はある貴族令嬢の元に刺繍を教えに行く仕事をしているが、“0時”以外ではその詳細はほとんど描かれていない。
ストレートの長髪をサイドにリボンをあしらった髪留めでポニーテールに高く結い上げており、緑と白を基調にした詰襟のドレスを普段着にしている。自身を嫁き遅れ間近な年齢であると思っており、妹達に比べると服の露出度が少ない。
ロザリア＝スカーレット（ROSALIA=SCARLET） / 旧姓：モーガン
声 - 藤田咲
主人公の下の義姉で、3姉妹の次女。“24時”の主人公。ファティマの連れ子で、ファティマやエリーゼと同じ瞳と似た顔立ちだが、唯一人上がり眉で、強気で活発な性分からもっと勝ち気な印象を与える。
情に篤く直情径行・思い立ったら即実行の熱血でお人好しな面はあるが、下町暮らしが長い事からシビアに物事を観る判断力や機転の良さも持ち、ハングリー精神溢れる点等はやや令嬢らしさに欠ける。本人も貴族の教養には若干自信がないらしく、仕事はそういった教養が不要な中流貴族のベビーシッター。
実践経験はないものの、ファティマや実父からしっかり貴族としての礼儀やマナーの教育はされており、主人公曰く歩き方が綺麗。
性格の影響か若さ故か、黄緑と白を基調としたドレスのスカートが短く、茶のブーツで動き易さを重視していると思われる服装。ファティマ達よりは襟とスカート部分にフリルが多く、デザインが華やかなドレスを着ている。
グラハム＝スカーレット
主人公唯一の存命の近親者で実父にして、資産家貴族―スカーレット家の現当主。本作冒頭にて、突然のファティマとの再婚話で主人公の度肝を抜く。
娘達に過度の贅沢も上流階級の付き合いも押し付けず、年頃の主人公にすら政略的な縁談を課さなかった良き父でありながら、馬車の事故で急死。祖父程の辣腕ではないものの、その財を減らすことなく堅実に運営していた遣り手と思われていたが、死の前に無理な投資をしていたことが発覚。その死によって大赤字を負わせ、主人公達に家屋敷を処分してもまだ借金が残る下町生活を余儀なくさせてしまう。主人公にとっては自分や祖父程にシビアになり切れない、二代目にありがちな甘ちゃんの秀才で、常に家を空けている仕事人間。そのため、偶の食事でしか顔を合わせない、交流の希薄な家族であった。
ルシアンナ＝スカーレット / 旧姓：バーンズ
主人公の実母で、グラハムの前妻。シリウスの旧知。物語開始時には既に病死しているが、かつて社交界を騒がせた醜聞の持ち主らしい。幼い頃に亡くなったこともあり、主人公にとっては肖像画と断片的な記憶しか残っていない人物。

## 作中用語
モンスター
ハロウィンワールドで人間と共存する異種族。名字を持たず、主に下町の一部区画をモンスター街として寄り集まって暮らしている。人間よりも身体能力や魔力に優れているので頑強で魔法耐性もあり、多くが長寿なので人間達からは嫉妬と脅威の対象。人間側は恐怖で根拠なくモンスターを嫌悪して迫害、モンスター側はその脆弱さから蔑んでいる人間に迫害されて憤る、というイタチごっことなっている。だが魔王―ハロウィンによって共存が決められて以来、モンスターが無闇に人間を傷つけることは堅く禁じられている。かつてモンスターによる人間殺害が起きた際には魔王が苛烈な罰を下し、モンスターを擁護した共存反対の過激派のほとんどが一掃される事件もあったらしく、現在では共存反対ではあっても穏健な一派が有力層を占めている。
ハロウィン / 魔王
常闇の王の通り名を持つ、モンスター達の絶対君主。ハロウィンとは、唯一の例外として魔王のみが持つ名字。ハロウィンワールドの王族を気に入って共存を決めたという、人間に友好的な変わり者で、モンスター代表として王城に滞在している。モンスター達には明確な身分や階級制度はなく、最強のモンスターとして魔王を頂点にしているが強い者に従うのが基本ルールで魔王は絶対の畏怖の対象、ただ自分よりも強い者が居るという事実なので、非常時以外の命令が特にない時にはあまり存在を気にはしていない模様。
動物系モンスター
様々な動物のモンスターがおり、人間同様に親から生まれて家族を持つ。同じ種族の普通の動物を眷属として操ることができるが、それぞれの魔力には差があり、一部は完全な人型が取れずに元の動物の器官（0時のラルフの耳や尻尾・他にも角等）がどうしても出てしまい、明らかにモンスターと知れることから人間の迫害の主なターゲットにされている。その能力や嗜好性にも、元の動物の特性が反映されることがほとんど。
精霊系モンスター
曖昧で概念的な物が凝り固まってモンスターとなったもの。元となった物を自在に操る事ができる。外見には特に人間との差異がないので、本人が偽の名字を名乗って身分を明かしさえしなければ人間に紛れて暮らすことも可能で、事実そうしている者も少数だが存在する。しかしこの種は総じて身体能力も魔力も強大で、長寿故に外見通りの年齢であるとは限らない。ある日ぽつんと生まれるので、誕生日や血縁者は最初から持たない。炎や力、ガラスの精等がいる。
害獣
モンスターの中でも知性や魔力が低くて人型が取れず、普通の獣として森で暮らしている存在。稀に町へ紛れ込んで暴れることがあり、当然話は通じないが、人間を殺めると魔王の厳命により殺処分されてしまう。
魔法使い
人間でありながら魔法を極め、モンスターの世界に片足を突っ込んだ存在。マジックアイテムを作り出し、その有無に関わらず不可能を可能にする不思議―魔法を行使することができる。が、魔力を恐れる人間とのトラブルを厭って身分を伏せたり隠棲・流浪している者が多く、どんな魔法を使うのかや就任までの道程・実際の存在数等は一般にはよく分かっていないため、一般人の中にはその実在を疑問視する者も多い。だが見事接触して取引が叶えば、0時のスペンサーのように肉体年齢を操作する等の特殊な恩恵を受けることもできる。魔法使い自身もモンスター同様、外見年齢より遥かに年上であることがほとんど。
また『魔法使いは血縁の情に縛られる』『魔法使いを輩出した家系は、いつか必ず滅びる』との俗説を魔法使い達は堅く信じ込んでおり、血族に異様に拘る―血族にばかり懸想する者、血縁には全くの無関心だが恋愛に臆病になる者とやや極端な傾向がある。しかし確定的な統計がある訳ではなく、あくまで俗説に過ぎない。
ハロウィンワールド
本作の舞台で、主人公達の暮らす王国。表向きは人間とモンスターが共存しているとされているが、実際は間に小競り合いがある以外は互いに嫌悪して不干渉。接点がある人間は本当に高位の貴族と下町の庶民のみであり、中流貴族だけが下町で完全な共存が成立していると勘違いしている。オデットのように偏見のない者はほぼこの中流貴族で、下町暮らしでも好意的なモーガン家の女性陣のような人間は希少。近年では一部の人型を取れるモンスターが商売に成功し、市場を脅かされた人間達のやっかみを受けるといった問題も起きつつある。国内はモンスターの影響で、マジックアイテムやカボチャのランタン・蝙蝠のモチーフが街中のインテリアや小物に多く見られるという、周辺諸国では類を見ない文化を築いている。

## テーマソング

### オープニングテーマ曲
『12時の鐘とシンデレラ〜Halloween Wedding〜』
歌 - リツカ / 作詞 - 五月攻 / 作曲 - アサヒナユウ

### イメージアルバム
イメージアルバム
| #   | タイトル                                            | 作詞 | 作曲・編曲 |
| --- | --------------------------------------------------- | ---- | ---------- |
| 1.  | 「12時の鐘とシンデレラ〜Halloween Wedding〜(OP曲)」 |      |            |
| 2.  | 「Halloween Wedding」                               |      |            |
| 3.  | 「Go up the stairs」                                |      |            |
| 4.  | 「静かな鐘」                                        |      |            |
| 5.  | 「FEATHER」                                         |      |            |
| 6.  | 「CHANCE」                                          |      |            |
| 7.  | 「ROY=DIEFENTHAL」                                  |      |            |
| 8.  | 「GILBERT=CROIS」                                   |      |            |
| 9.  | 「REYNALD」                                         |      |            |
| 10. | 「SIRIUS=BRADLAY」                                  |      |            |
| 11. | 「GLASS=WALKER」                                    |      |            |
| 12. | 「ODETTE=SCARLET」                                  |      |            |
| 13. | 「ふたつの鼓動」                                    |      |            |
| 14. | 「Chime」                                           |      |            |
| 15. | 「ありふれた時間」                                  |      |            |
| 16. | 「Mysterious」                                      |      |            |
| 17. | 「手紙」                                            |      |            |
| 18. | 「定まらぬ想い」                                    |      |            |
| 19. | 「カルマート」                                      |      |            |
| 20. | 「靴屋」                                            |      |            |
| 21. | 「Battle」                                          |      |            |
| 22. | 「手繰る糸」                                        |      |            |
| 23. | 「父の残したブレスレット」                          |      |            |
| 24. | 「ワルツを踊る」                                    |      |            |
| 25. | 「星空の下で」                                      |      |            |
| 26. | 「Shopping」                                        |      |            |
| 27. | 「王城からの脱出」                                  |      |            |
| 28. | 「決意を新たに」                                    |      |            |
| 29. | 「焦燥」                                            |      |            |
| 30. | 「Pierrot」                                         |      |            |
| 31. | 「空は茜色に染まり」                                |      |            |
| 32. | 「Dumb」                                            |      |            |
| 33. | 「Hopes rise」                                      |      |            |
| 34. | 「疑惑」                                            |      |            |
| 35. | 「優しさの面影」                                    |      |            |
| 36. | 「王城での舞踏会」                                  |      |            |
| 37. | 「Memory of dream」                                 |      |            |
| 38. | 「リズム」                                          |      |            |
| 39. | 「The magic」                                       |      |            |
| 40. | 「My way」                                          |      |            |
| 41. | 「うわさ」                                          |      |            |
| 42. | 「厭味な貴族」                                      |      |            |
| 43. | 「暗やみのダンス」                                  |      |            |
| 44. | 「確信」                                            |      |            |
| 45. | 「Love you」                                        |      |            |
| 46. | 「A quiet night」                                   |      |            |